# Албовский
Албовский — хутор в Хохольском районе Воронежской области
Входит в состав Староникольского сельского поселения.

## География
На хуторе имеется одна улица — Советская.

## Население
| 2010 |
| ---- |
| 7    |